# Rural district

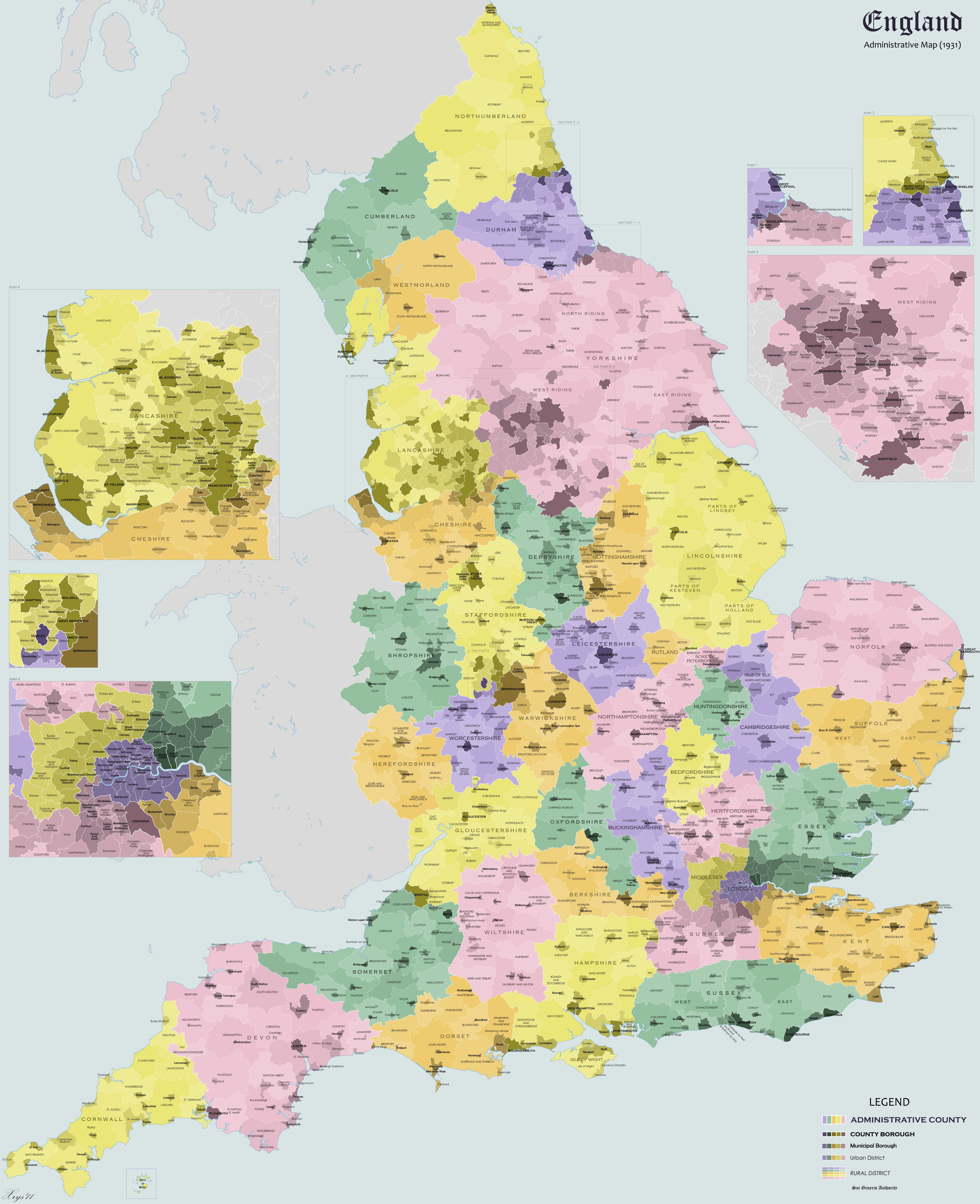
Administratieve kaart van Engeland uit 1931. De rural districts staan schuingedrukt.

Een rural district was een lokale bestuursvorm in het Engeland, Wales, Noord-Ierland, Ierland en de Canadese provincie Newfoundland. Via een rural district council voorzagen zij lokaal bestuur voor landelijke of andere dunbevolkte gebieden. In de loop van de 20e eeuw werd de bestuursvorm overal afgeschaft.

## Engeland en Wales
In Engeland en Wales ontstonden de rural districts door de Local Government Act van 1894 als vervanger van de sanitary districts. Ze hadden als bevoegdheden onder meer de voorziening van drinkwater, publieke huisvesting, ruimtelijke ordening en begraafplaatsen. Oorspronkelijk waren er 787 rural districts, al werd hun aantal door onder meer fusies teruggebracht tot 473 in 1965. In 1974 werden de rural districts opgeheven door de Local Government Act van 1972. Ze werden meestal met een of meerdere omliggende urban districts of boroughs samengesmolten om alzo districten te creëren.

## Ierland en Noord-Ierland
De rural districts ontstonden in Ierland in 1899 via de Local Government (Ireland) Act van 1898. Ze waren verder onderverdeeld in kiesdistricten.
In 1921–22 werd het eiland opgedeeld in de huidige landen Ierland en Noord-Ierland. Reeds in 1925 schafte Ierland de rural districts af, met uitzondering van het County Dublin. Daar bleven ze tot in 1930 bestaan. In Noord-Ierland bleef de lokale bestuursvorm daarentegen in werking tot de uiteindelijke afschaffing ervan in 1973.

## Newfoundland
In de Canadese provincie Newfoundland bestonden de rural districts in de 20e eeuw eveneens als bestuursvorm. Tezamen met de towns, local improvement districts en local government communities vormden zij de toen in die provincie bestaande gemeentebesturen. In 1951 telde Newfoundland vijf rural districts. Zowel in 1956 als in 1966 telde de provincie vier rural districts. In 1971 waren het er opnieuw vijf. In 1976 telde Newfoundland elf rural districts. In 1978 was het aantal rural districts verder gestegen naar 14.
Via de Municipalities Act, die in werking trad op 1 april 1980, werden alle rural districts omgevormd tot towns.